# Numicia saegeri
Numicia saegeri är en insektsart som beskrevs av Synave 1962. Numicia saegeri ingår i släktet Numicia och familjen Tropiduchidae. Inga underarter finns listade i Catalogue of Life.